# Parafia św. Królowej Jadwigi w Radomiu
Parafia pw. Świętej Królowej Jadwigi w Radomiu – parafia rzymskokatolicka usytuowana w Radomiu. Należy do dekanatu Radom-Północ w diecezji radomskiej.

## Historia
Krzyż i plac pod kościół na osiedlu Akademickim zostały poświęcone 13 czerwca 1982 przez biskupa Edwarda Materskiego. Następnie staraniem ks. Stanisława Drąga oddano do użytku tymczasową kaplicę. Kościół zbudowano w latach 1984–1991 wg projektu arch. Marka Stanika i konstr. Wacława Króla z Radomia. Poświęcenia świątyni dokonał bp Edward Materski 16 czerwca 1991. Kościół jest murowany z czerwonej cegły, został otynkowany w latach 1995–1996. Znajdujące się w kościele ikony są autorstwa budowniczego kościoła i pierwszego proboszcza parafii, ks. Stanisława Drąga. Obok kościoła wybudowano w 2004 Centrum Akademickie Diecezji Radomskiej z kaplicą pw. Najświętszego Oblicza Chrystusa. Ośrodek ten poświęcił 4 października 2004 kard. Stanisław Nagy.

## Terytorium
- Ulice: Akademicka, Chrobrego (46, 48, 50, 52, 54), Daszyńskiego (3, 4, 6, 8, 9, 9a, 9b, 10, 12), Górnicza (3, 6, 7, 9), Hallera (1, 2, 4, 5, 6), Kozłowskiego, Karczemnego, Karłowicza, Lutosławskiego, Paderewskiego (15, 17, 19, 21, 23, 24, 26, 26a, 28, 30), Rapackiego (7, 7a, 8, 8a, 8b, 8c, 8d, 8e, 8f, 8g, 8h, 10, 10a, 10b, 12, 12a), Starowolska, Szczawińskiego (1, 2, 3, 4, 5, 6, 7, 8), Warszawska, Żwirki i Wigury (29, 31, 31a, 33, 35, 35a, 42)[1].

## Proboszczowie
- 1982–2004: ks. kan. Stanisław Drąg
- 2004–2010: ks. Andrzej Piotrowski
- 2010–2014: ks. kan. Krzysztof Ćwiek
- 2014–2021: ks. kan. Marek Adamczyk[2]
- 2021–nadal- ks. kan. Paweł Gogacz